# Идол дневных спектаклей
«Идол дневных спектаклей» (англ. The Matinee Idol) — немой фильм режиссёра Фрэнка Капры, вышедший на экраны в 1928 году. Лента основана на рассказе Роберта Лорда и Эрнеста Пагано.
Долгое время фильм считался утраченным. Во Французской синематеке была обнаружена копия, на основе которой в 1997 году была выпущена отреставрированная версия фильма.

## Сюжет
Дон Уилсон — знаменитый комедийный актёр, блистающий на Бродвее. Посчитав, что Дону нужен небольшой отдых, продюсер приглашает его в загородную поездку. Когда у них ломается автомобиль, спутники оставляют актёра присмотреть за машиной, а сами отправляются на шоу бродячего театра мистера Боливара. Заправляет в нём бойкая Джинджер, которая, не подозревая о том, кто он такой, нанимает Дона сыграть небольшую роль. Драматический спектакль оказывается настолько нелепым и плохо сыгранным, что превращается в отменную комедию. Продюсер решает пригласить труппу в Нью-Йорк, чтобы позабавить взыскательную публику. Дон должен способствовать успеху этой затеи, однако зародившиеся чувства к Джинджер заставляют его сомневаться...

## В ролях
- Бесси Лав — Джинджер Боливар
- Джонни Уокер — Дон Уилсон / Гарри Манн
- Эрнест Хиллиард — Арнольд Уингейт
- Лайонел Белмор — Джаспер Боливар
- Дэвид Мир — Эрик Барримейн
- Сидни Брейси — слуга Дона
- Джо Бордо — актёр на прослушивании
- Сидни Д'Албрук — Мэдисон Уилберфорс